# Pennisetum caffrum
Pennisetum caffrum là một loài thực vật có hoa trong họ Hòa thảo. Loài này được (Bory) Leeke. mô tả khoa học đầu tiên năm 1907.

## Hình ảnh

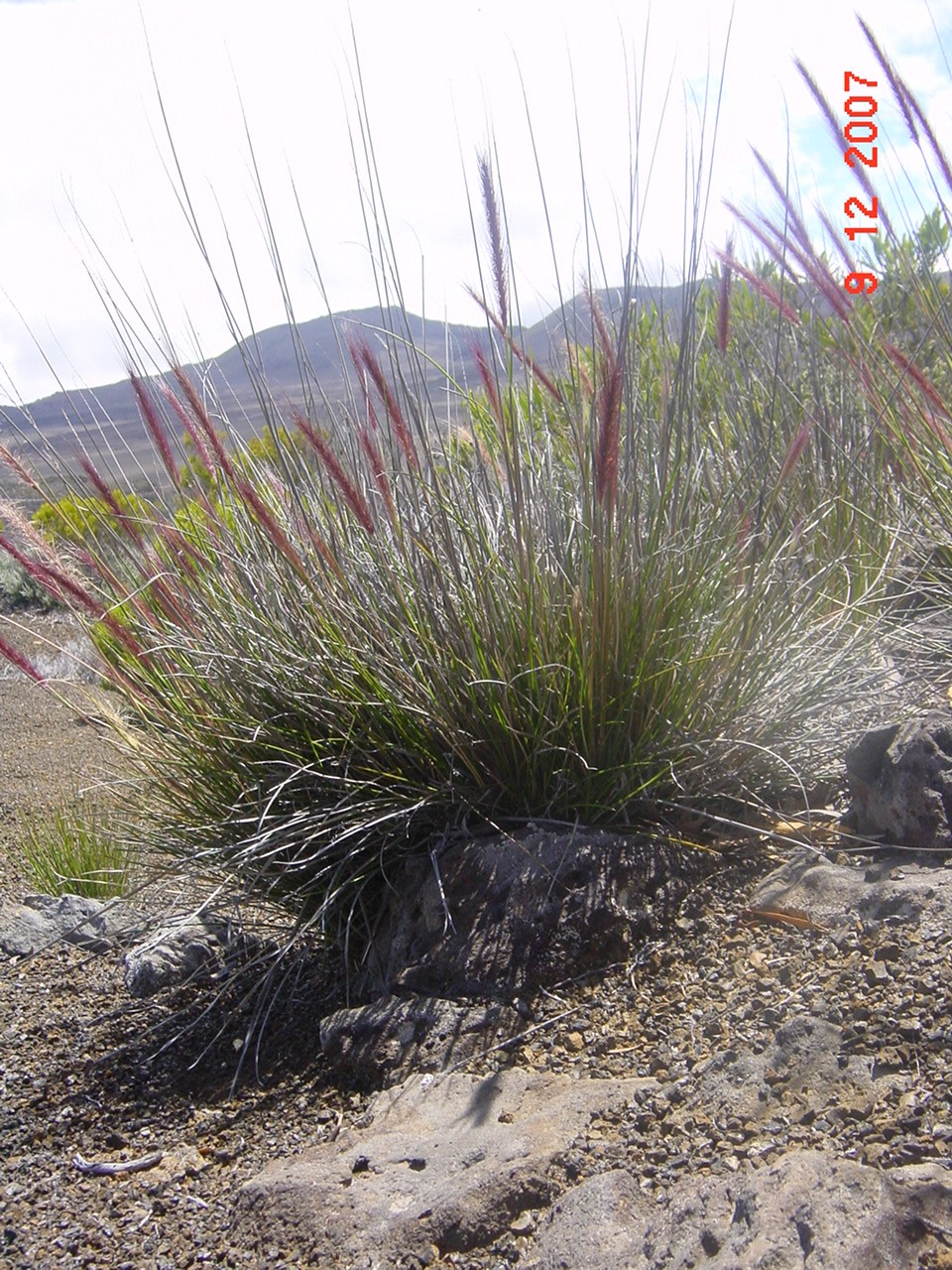
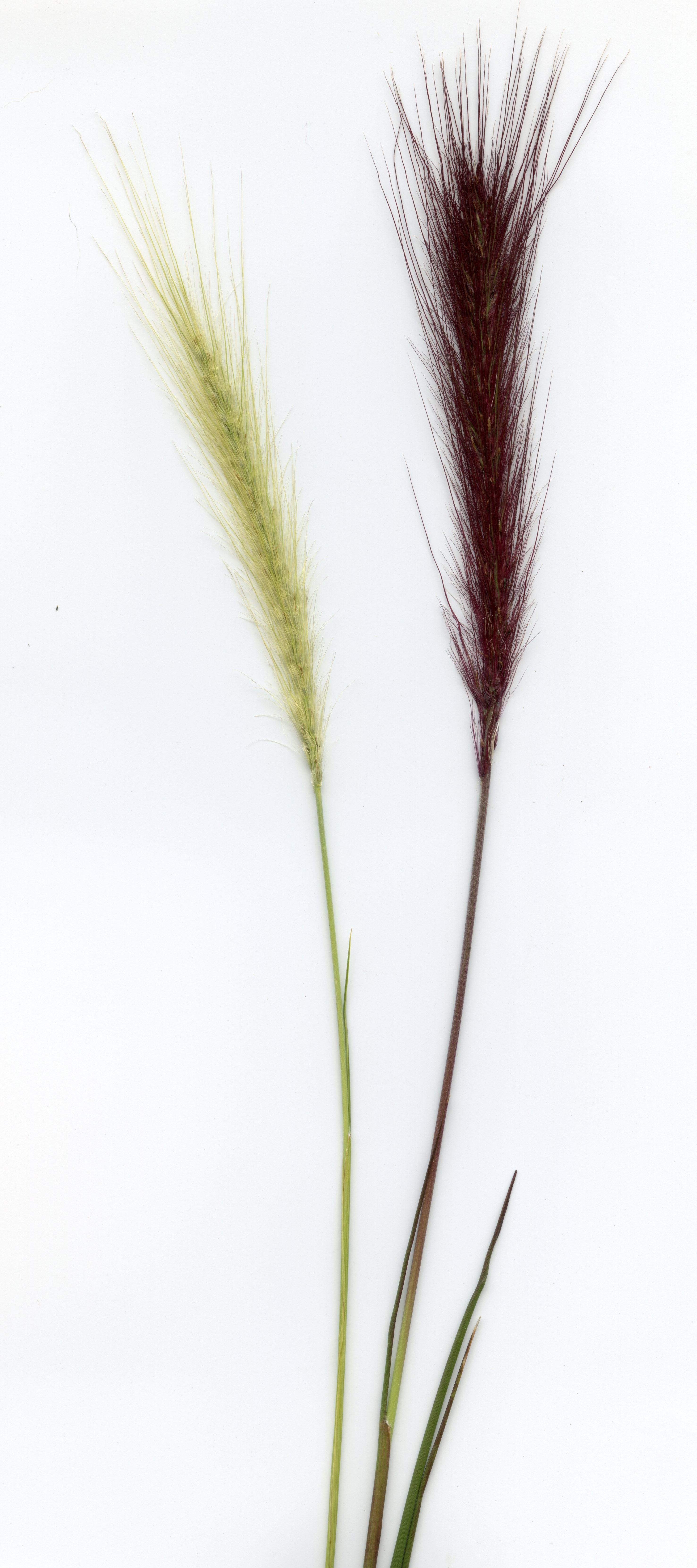
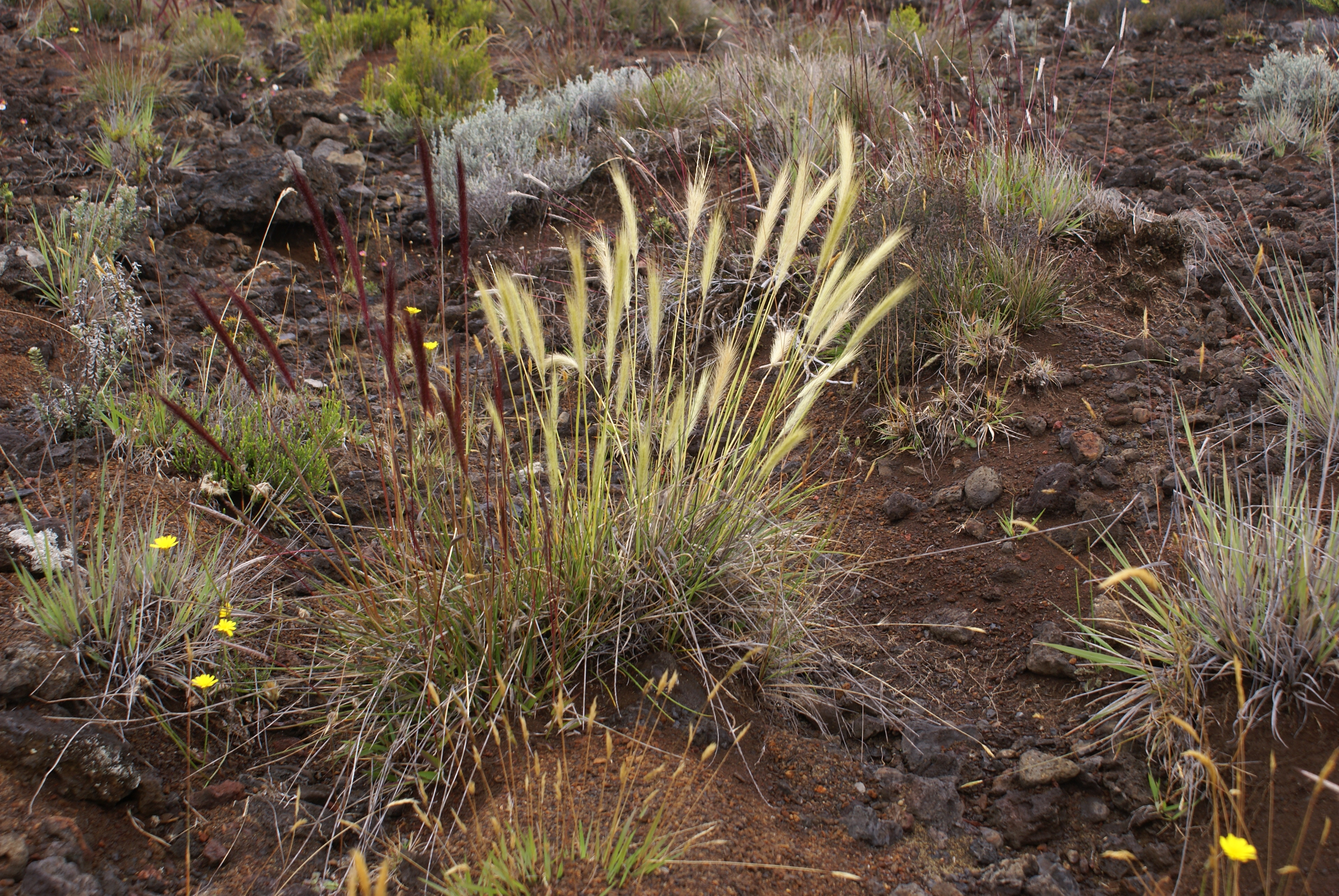